# 海洋研究所
海洋研究所（かいようけんきゅうじょ）とは、海洋学や水産学などの研究を行っている研究所のことである。世界中に150か所以上あり、国立または大学の付属施設であることが多い。海洋学はまだ歴史が浅く、20世紀以降にできたものがほとんどである。
調査船などの船舶を保有していることも多く、乗船しての調査・観測や実習がある。また、広域観測のためのリモートセンシングや衛星観測にも積極的である。
大きな海洋研究所には、以下のものが挙げられる。
- 独立行政法人海洋研究開発機構（日本）
- ウッズホール海洋研究所（アメリカ）
- スクリップス海洋研究所（アメリカ）
- 国立海洋研究所（英語版）（イギリス）
- 東京大学大気海洋研究所（日本）